# Amber Rose
Amber Levonchuck (Filadelfia, Pensilvania; 21 de octubre de 1983), más conocida como Amber Rose, es una cantante, modelo, diseñadora de modas y actriz estadounidense.

## Biografía
Creció en el sur de Filadelfia. Su padre, Michael Levonchuck, es de ascendencia irlandesa e italiana y sirvió en el ejército durante veinte años; su madre, Dorothy Rose, es de origen caboverdiano. Tiene un hermano, Antonio Hewlett.

### Vida personal
Rose salió con el rapero Kanye West desde 2008 hasta 2010.
Rose comenzó una relación con Wiz Khalifa a principios de 2011. Se comprometieron el 1 de marzo de 2012, y se casaron el 8 de julio de 2013. Su hijo Sebastian Taylor Thomaz nació el 21 de febrero de 2013. Se divorciaron el 22 de septiembre de 2014, completándose el trámite en 2016.
El 3 de abril de 2019, Rose anunció que se encontraba embarazada de su segundo hijo, junto al ejecutivo de la discográfica Def Jam, Alexander ‘A.E’ Edwards. Dio a luz el 10 de octubre de 2019 a un niño al que llamaron Slash Electric Alexander Edwards.

## Carrera
Amber Rose realizó estriptis bajo el seudónimo Paris a los quince años de edad después del divorcio de sus padres para proveer a su familia.
Rose ganó notoriedad después de posar para un anuncio impreso de Louis Vuitton con la línea de zapatillas de Kanye West.
En septiembre de 2009, Rose anunció sus planes de lanzar su propia línea de gafas. Caminó la pasarela en el New York Fashion Week de "Celestino". Rose también realizó cameos en vídeos musicales tales como «Massive Attack» de Nicki Minaj, «Vacation» de Young Jeezy, «No Sleep» de Wiz Khalifa, «You Be Killin' Em» de Fabolous, y «What Them Girls Like» de Ludacris.
Firmó con la agencia de modelaje Ford Models desde 2009 a 2010.
En el 2010, apareció en el reality show de Russell Simmons sobre sus dos asistentes, Running Russell Simmons. También protagonizó un anuncio de servicio público realizado por NOH8.
En 2011, Amber fue jurado invitada en la tercera temporada de RuPaul's Drag Race. También fue jurado en la segunda temporada de Master of the Mix. En noviembre de 2011 se convirtió en la portavoz de Smirnoff y apareció en anuncios de televisión y vallas publicitarias para los nuevos sabores de la compañía Whipped Cream y Fluffed Marshmallow. Rose publicó su sencillo debut «Fame», en colaboración con Wiz Khalifa el 10 de junio de 2012, seguido de un segundo sencillo titulado «Loaded», publicado el 6 de febrero de 2012. Luego apareció en la canción #11 del álbum de su exesposo O.N.I.F.C., titulado «Rise Above», junto con los raperos Tuki Carter y Pharrell Williams, quien produjo la canción el mismo.
En 2012, Rose inauguró una línea de ropa con su amiga Priscilla Ono llamada Rose & Ono'.
Fue representada por Leticia "Tish" Cyrus, madre de la cantante Miley Cyrus, quien es una amiga cercana a Rose y su exesposo Wiz Khalifa.
Rose fue estrella invitada en un episodio de Wild 'N Out en MTV2, y tuvo un papel como MaryWanna en la película School Dance, el cual fue dirigido por su mánager, Nick Cannon in 2014.
Rose se asoció con la editorial Simon & Schuster para el lanzamiento de su primer libro, titulado How To Be A Bad Bitch, en el cual ofrece consejos y anécdotas en todo desde finanzas y carrera, amor y moda. La portada incluye una imagen tomada por el conocido fotógrafo David LaChapelle.

## Filmografía
| Año       | Título                           | Papel      | Notas               |
| --------- | -------------------------------- | ---------- | ------------------- |
| 2007      | Historias de Ultratumba          | Jessie     | 1 episodio          |
| 2008      | Better Off Alone                 | Jennifer   | Cortometraje        |
| 2010      | The Hills                        | Ella misma | 1 episodio          |
| 2010      | Running Russell Simmons          | Ella misma | 1 episodio          |
| 2011      | RuPaul's Drag Race               | Ella misma | Jurado invitado     |
| 2011–2012 | Master of the Mix                | Ella misma | Jurado              |
| 2012      | Gang of Roses 2: Next Generation | Tara X     | Película            |
| 2014      | School Dance                     | MaryWanna  | Película            |
| 2014      | Selfie                           | Fit Brit   | Serie de televisión |
| 2015      | Sister Code                      | Lexi       | Película            |
| 2015      | Zoolander 2                      | Susi       | Película            |